# 소아성인병
소아성인병(小児成人病, geriatric disease of children)은 고혈압, 동맥경화, 당뇨병 등 성인에게 나타나는 성인병이 어린이에게 나타나는 상태를 말한다. 원인은 단백질이나 지방의 섭취량은 늘고 운동량은 상대적으로 적어졌기 때문이다. 인스턴트 식품의 범람도 중요한 원인의 하나이다.

## 같이 보기
- 생활습관병